# 슈테판 바우마이스터
슈테판 바우마이스터(독일어: Stefan Baumeister, 1993년 4월 18일~)는 독일의 스노보드 선수로 주 종목은 평행대회전과 평행회전이다. 올림픽에 3회 출전하였고, 세계 선수권 대회에서 은메달 1개, 동메달 2개를 획득했다. FIS 스노보드 월드컵에서는 평행회전 부문 종합 우승, 준우승 3위를 1번씩 차지했다.